# 黑丁頓山
黑丁頓山位於牛津市東部的黑丁頓區西部，海拔160米，是牛津市區與黑丁頓區的連接通道之一。這裡擁有黑丁頓最大的公園南公園。

## 參考

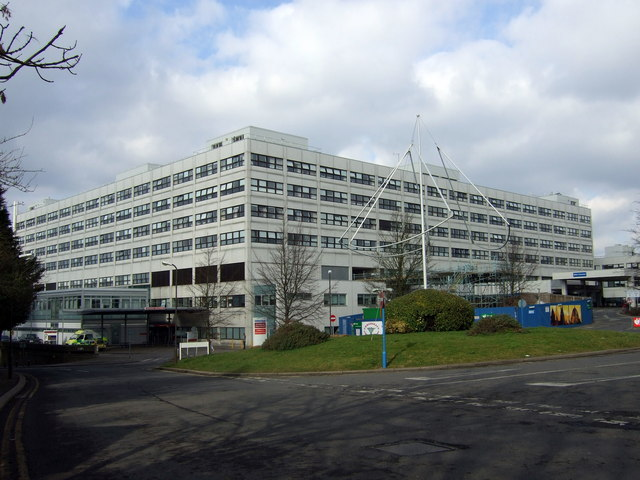
黑丁頓山拉德克利夫醫院

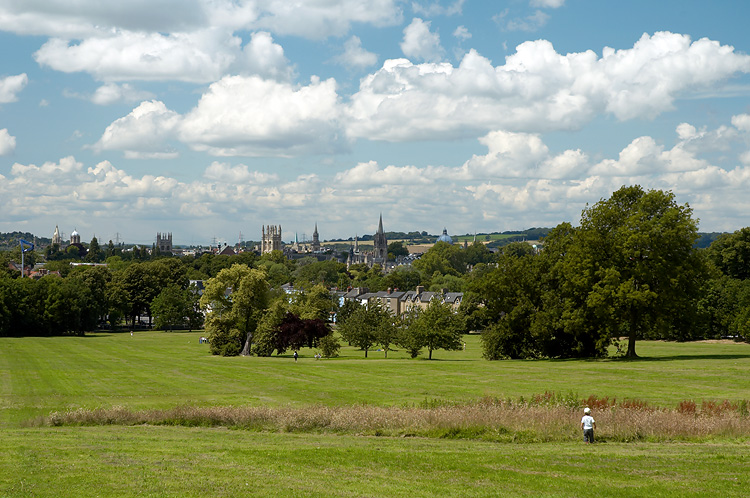
黑丁頓山南公園

## 相關詞條
- 黑丁頓

- 牛津郡

- 牛津市

- 英格蘭東南